# Poartă NAND
| INTRARE A B | INTRARE A B | IEȘIRE A NAND B |
| 0           | 0           | 1               |
| 0           | 1           | 1               |
| 1           | 0           | 1               |
| 1           | 1           | 0               |

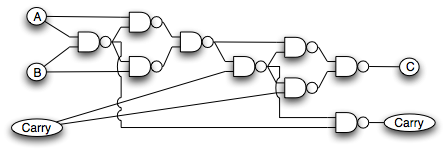
Sumator complet NAND

Poarta NAND (ȘI-NU logic) este o poartă logică digitală care implementează operatorul lui Sheffer, în modul prezentat în tabelul de adevăr alăturat. O ieșire cu nivel jos (engleză = LOW) apare doar dacă ambele intrări sunt cu nivel înalt. Dacă una sau ambele intrări sunt cu nivel jos, atunci ieșirea are nivel înalt (engleză = HIGH]]). Poarta NAND este o poartă universală în sensul că orice funcție booleană poate fi implementată (realizată) doar cu porți NAND.
Sistemele digitale care folosesc anumite circuite logice au ca avantaj funcționalitatea completă a porților NAND. În expresii logice complicate, scrise de obicei utilizând funcții precum AND (în română ȘI), OR (în română SAU) și NOT  (în română NU), utilizarea funcției NAND reduce costul, deoarece implementarea unor astfel de circuite produce un rezultat mai bun decât alternativele.

### Simboluri
Există două simboluri pentru porțile NAND: simbolul 'militar' și simbolul dreptunghiular. Mai sunt numite și simbolul american, respectiv britanic.
Pentru mai multe informații, vezi simbolurile porților logice.

Simbolul 'militar'
Simbolul 'dreptunghiular'

### Descriere hardware și așezarea pinilor
Porțile NAND sunt porți logice de bază, și de aceea sunt recunoscute în TTL și circuitele integrate CMOS.

Diagrama aranjamentului porţilor NAND într-un circuit integrat CMOS 4011 standard.

#### Versiune CMOS
Circuitul integrat standard, seria 4000, CMOS este 4011, care include patru porți NAND independente, cu două intrări.

##### Disponibilitate
Aceste circuite integrate (CI) sunt disponibile la majoritatea producătorilor de semiconductoare precum Fairchild Semiconductor, Philips sau Texas Instruments. 
Sunt disponibile porți standard cu 2, 3, 4 și 8 intrări:
- CMOS
  - 4011: Poartă NAND (cvadruplă, câte patru pe CI) cu 2 intrări
  - 4023: Poartă NAND (triplă pe CI) cu 3 intrări
  - 4012: Poartă NAND (dublă pe CI) cu 4 intrări
  - 4068: Poartă NAND (simplă, una pe CI) cu 8 intrări
- TTL
  - 7400: Poartă NAND cvadruplă cu 2 intrări
  - 7410: Poartă NAND triplă cu 3 intrări
  - 7420: Poartă NAND dublă cu 4 intrări
  - 7430: Poartă NAND simplă cu 8 intrări

### Implementări
Poarta NAND se fabrică cel mai ușor și are avantajului funcționalității complete. Cu alte cuvinte, orice funcție logică (AND, OR etc.) poate fi implementată folosind doar porți NAND. Un procesor poate fi construit complet folosind doar porți NAND.
|  |  |  |  |  |